# 新発田市立松浦小学校
新発田市立松浦小学校（しばたしりつ まつうらしょうがっこう）はかつて新潟県新発田市にあった公立小学校である。2018年(平成30年)3月をもって、近隣の五十公野小学校・米倉小学校と合併し、「新発田市立東小学校」が成立。在校生は五十公野小校地を継承した東小学校に通学することになった。

## 歴史
荒川地区にあった荒川小学校と、浦地区にあった旧松浦小学校が統合して現在の新発田市立松浦小学校が設立された。

## 沿革
- 1987年（昭和62年）4月 - 新・新発田市立松浦小学校が開校する。
- 1988年（昭和63年）
  - 4月 - 校庭にバックネットが設置される。
  - 11月 - 荒川方面・上中山方面に向けてスクールバス（初期型トヨタ・コースター）を運用開始
- 1989年（平成元年）6月 - 交通安全こども自転車新潟県大会に参加、個人1位・団体2位に入賞[1]
- 1990年（平成2年） - ブラスバンド部を設立
- 2002年（平成14年） - スクールバスを新型車（日産・シビリアン）に更新
- 2006年（平成18年） - 展覧会と同時に創立20周年記念式典・祝賀会を実施

## 生徒数・部活動
生徒数は90名（2009年（平成21年）8月現在）、3つの部活動がある。
- 運動部 : 野球部（男女兼） 、自転車部（現在は活動休止中）
- 文化部 : ブラスバンド部

## 所在地
- 〒957-0047　新発田市法正橋39

## 周辺の中学校
- 新発田市立東中学校